# 喻姓
喻姓是一個中文姓氏，在《百家姓》中排名第36位。

## 起源
喻姓起源有多种说法，但无实据,据中华喻氏文化展览馆2000册谱书记载,喻（Yù）姓源出有：
- 喻姓源于谕姓，为春秋时郑国贵族的的代。《通志略·氏族略·五》载：“今喻氏多作谕氏”。谕姓改为喻姓始于西汉，始祖为苍梧太守谕猛，以谕定与喻字形相近，读音也往入混淆难分，喻字又比谕字少四笔（指繁体），遂改为喻姓。

- 出自芈姓，源自俞豆氏与喻姓合并为一。《通志·氏族略》载：俞豆氏“芈姓，楚公子食采于南阳豆亭，因氏焉”。俞豆氏已与喻姓合并为一，称为喻氏。

## 外部連結
[在维基数据编辑]
 《百家姓》
 《欽定古今圖書集成·明倫彙編·氏族典·喻姓部》，出自陈梦雷《古今圖書集成》
- 喻氏宗親網